# Elsa Stackelberg
Elsa Juliane Stackelberg, tidigare Colfach, född Lund den 28 februari 1929 i Oslo i Norge, död 2014 i Edsbruk, var en norsk-svensk kläd- och möbelformgivare och grundare av företaget Fri Form. 
Elsa Stackelberg var dotter till direktören Asbjörn Lund och Marie Bolstad. Hennes familj flydde från det tyskockuperade Norge till Sverige 1944, där Elsa gick i Norska skolan i Uppsala. Hon utbildade sig efter andra världskriget på Statens håndverks- og kunstindustriskole i Oslo.
Hon gjorde i samarbete Kit Colfach 1960 upplysningsfilmen Susanne om följderna av att inte använda säkerhetsbälte i biltrafiken. Filmen spelades in i Västervik. I början av 1960-talet formgav hon trädgårdsmöblerna Fri Form, och tillsammans med Berndt Stackelberg grundade hon 1964 möbelföretaget med samma namn (senare Stackelberg Design) på familjens gård Stensnäs herrgård. Paret drev företaget under mer än 30 år, med som flest ett 30-tal anställda..
Elsa Stackelberg var i första äktenskapet 1947–1960 gift med den danske läkaren Kit Colfach, som hon träffat i ungdomen i Uppsala, och i andra äktenskapet från 1960 med greve Berndt Stackelberg (1926–2007). Hon hade tre barn: sönerna Esben Colfach (född 1947) och Torbjörn Colfach (född 1949) i första äktenskapet och dottern Honorine Stackelberg Ekman (född 1964) i andra äktenskapet.

## Filmografi
- 1960 – Susanne (regissör, manusförfattare och producent, under namnet Elsa Colfach)